# Glaucocharis fuscobasella
Glaucocharis fuscobasella là một loài bướm đêm trong họ Crambidae.